# Ćamila Mičijević
Ćamila Mičijević (Heidenheim, 8. rujna 1994.), bosanskohercegovačka i hrvatska rukometašica, članica francuskog rukometnog kluba Metz. Igra na mjestu lijevog vanjskog.

## Karijera
Porijeklom iz Mostara, rođena u izbjeglištvu u njemačkom gradu Heidenheim. Nakon okončanja rata u Bosni i Hercegovini, s obitelji se 1998. vratila u Mostar gdje će ostati do svoje 15 godine. Najprije je igrala u Lokomotivi, kasnije u Katarini gdje će je primijetiti trener Edo Šmit i odvesti u Rijeku.
Ćamila je karijeru nastavila u riječkom Zametu gdje je provela pet godina. Nakon Zameta 2016. godine odlazi u mađarski Dunaújvárosi, a od 2020. je članica francuskog Metza. Za žensku reprezentaciju Bosne i Hercegovine nije ni mogla nastupati jer u trenutku poziva u Hrvatsku reprezentaciju, bosanskohercegovačka nije postojala. Nastupala je za Hrvatsku na tri Europska prvenstva 2014., 2016. i 2020. godine i na jednom Svjetskom prvenstvu i to 2021. godine.